# Усть-Ургальське сільське поселення
Усть-Урга́льське сільське поселення (рос. Усть-Ургальское сельское поселение) — сільське поселення у складі Ульчського району Хабаровського краю Росії.
Адміністративний центр та єдиний населений пункт — село Усть-Ургал.

## Населення
Населення сільського поселення становить 152 особи (2019; 202 у 2010, 276 у 2002).